# Зелёная книга (Каддафи)
«Зелёная книга» (араб. الكتاب الأخضر‎) — программный теоретический труд ливийского лидера революции Муаммара Каддафи, излагающий основы Третьей всемирной теории.

## Содержание

### Первая часть
Первая часть Зелёной книги — «Решение проблемы демократии (Власть народа).
Политический аспект Третьей Всемирной Теории» (вышла в январе 1976) — отрицает традиционные формы демократии, такие как парламент, партии, выборы и референдумы, и излагает основные принципы прямой народной демократии, основанной на народных конгрессах и народных комитетах (см. Джамахирия).
Муаммар Каддафи излагает мнение о том, что партия, которая приходит к власти, стремится обеспечить собственное господство путём формирования законов и конституции для укрепления собственной позиции с законодательной точки зрения. Он же настаивает на прямой власти народа и отмене института политической партии.

### Вторая часть
Вторая часть — «Решение экономической проблемы (Социализм). Экономический аспект Третьей Всемирной Теории» (вышла 2 февраля 1978).
В книге Муаммар Каддафи разоблачает рабский характер наёмного труда и провозглашает право работника на произведённый им продукт; то есть предлагает заменить отношения «Владелец предприятия — Наёмный работник» на «Партнёр-заказчик — Партнёр-производитель». Выдвигается тезис, что накопление человеком богатства в размере, превышающем потребности одного человека, является посягательством на потребности другого человека.
Автор выступает против коммерческого найма жилья. Средства удовлетворения основных личных материальных потребностей: одежда, пища, средства передвижения и жильё, считает автор, должны являться личной собственностью человека, и никакая аренда здесь недопустима. Аренда этих средств даёт их действительному владельцу возможность вмешиваться в чужую личную жизнь, распоряжаться чужими насущными потребностями и, следовательно, чужой свободой. Так, владелец одежды вправе снять её с человека на улице и оставить его голым, владелец средства передвижения, которым тот пользуется, может высадить его на перекрёстке, а владелец дома, где он живёт, может оставить его без крова. Также в книге критикуется наём домашней прислуги, который, как и наём рабочих, сравнивается с рабством.

### Третья часть
Третья часть — «Общественный аспект Третьей Всемирной Теории» (вышла 1 июня 1979) — касается многих сторон жизни, в том числе положения женщин, системы образования, слияния языков мира, религии, спорта.

## Переводы
Зелёная книга переведена на основные языки народов мира, в том числе и на русский. Во времена правления Андропова (1983 год) попытки ливийцев распространять книгу в Советском Союзе на книжных выставках и ярмарках жёстко пресекались охраной. В 1989 году «Зелёная книга» была выпущена на русском языке издательством «Международные отношения» с предисловием автора.